# Raiden II (jeu vidéo)
Ne doit pas être confondu avec Raiden II (système d'arcade).
Raiden II (雷電II, en version originale japonaise) est un jeu vidéo de type shoot 'em up développé par Seibu Kaihatsu, sorti en 1993 sur borne d'arcade et Windows.

## Accueil
- AllGame : 2/5[1]